# Match de football France – Angleterre amateur (1921)
Pour les articles homonymes, voir Match de football France – Angleterre.
Le match de football amical opposant l'équipe de France de football et l'équipe d'Angleterre de football amateur se tient le 5 mai 1921. Devant 30 000 spectateurs au Stade Pershing de Paris, la France s'impose 2-1.
Il s'agit de la première victoire de la France face à une équipe anglaise, mais qui est seulement l'équipe amateur. La première victoire de la France face à la vraie équipe d'Angleterre aura lieu en 1931.
Beaucoup plus vifs que leurs adversaires du jour, les joueurs français dominent la partie et s'imposent très logiquement. L'ailier français Jules Dewaquez est déterminant dans ce résultat.
Le qualificatif « amateurs » de la sélection anglaise ne minimise nullement l'exploit français. Il existe en effet toujours une solide école amateur dans le sud de l'Angleterre, Londres au premier chef. De plus, le passif est lourd entre l'équipe de France et les Amateurs anglais qui mènent 60 buts à 2 avant cette partie sur l'ensemble des sept matchs joués jusque-là.
La réaction fut à la hauteur de l'exploit des « héros de Pershing » qui fut considéré en France comme un authentique « événement historique ». Le quotidien sportif parisien L'Auto annonce ainsi : « À présent qu'il a vaincu son maître britannique, nul espoir n'est désormais interdit pour le football français ». D'autres titres, moins sportifs dans tous les sens du terme, se félicitèrent de ce succès le jour du centenaire de la mort de Napoléon,, tandis que d'autres affirmaient que cette victoire avait vengé Jeanne d'Arc.
Après cette déconvenue, les Anglais ne prendront plus le risque d'envoyer des équipes « amateurs » défendre leurs couleurs.

## Feuille de match
- France -  Angleterre : 2-1 (1-1)
- Match amical, joué le 5 mai 1921 au Stade Pershing de Paris, devant 30 000 spectateurs.
- Arbitre : M. Henry Christophe  Belgique
- Buts : Dewaquez (6e), Boyer (67e) pour la France ; Farnfield (9e) pour l'Angleterre

### Composition des équipes
Équipe de France (47e match)
- Maurice Cottenet - Olympique de Paris 3e sélection
- Marcel Vanco - CA Paris 4e sélection
- Lucien Gamblin - Red Star 13e sélection (Capitaine)
- François Hugues - Red Star 10e sélection
- Albert Jourda - RC France 5e sélection
- Philippe Bonnardel - Red Star 6e sélection
- Jules Dewaquez - Olympique de Paris 10e sélection
- Jean Boyer - VGA Médoc 3e sélection
- Paul Nicolas - Red Star 10e sélection
- Henri Bard - CA Paris 12e sélection
- Raymond Dubly - RC Roubaix 17e sélection

Réserves : Cheyroux, Baumann, Mistral, Poullain et Triboulet.
 Équipe d'Angleterre
- Ernest Coleman
- Joseph Payne
- Alfred Bower
- Albert Read
- Albert Cox
- Frederick Spiller
- Leslie Partridge
- John Prince
- Ernest Farnfield
- Charles Wise
- Alexander Grant

### Évolution du score
- France 1-0  Angleterre : Dewaquez (6e), reprise d'un centre de Dubly lancé par Bard.
- France 1-1  Angleterre : Farnfield (9e)
- France 2-1  Angleterre : Boyer (67e), reprise d'un centre de Dubly.